# Natuurpark Arrábida

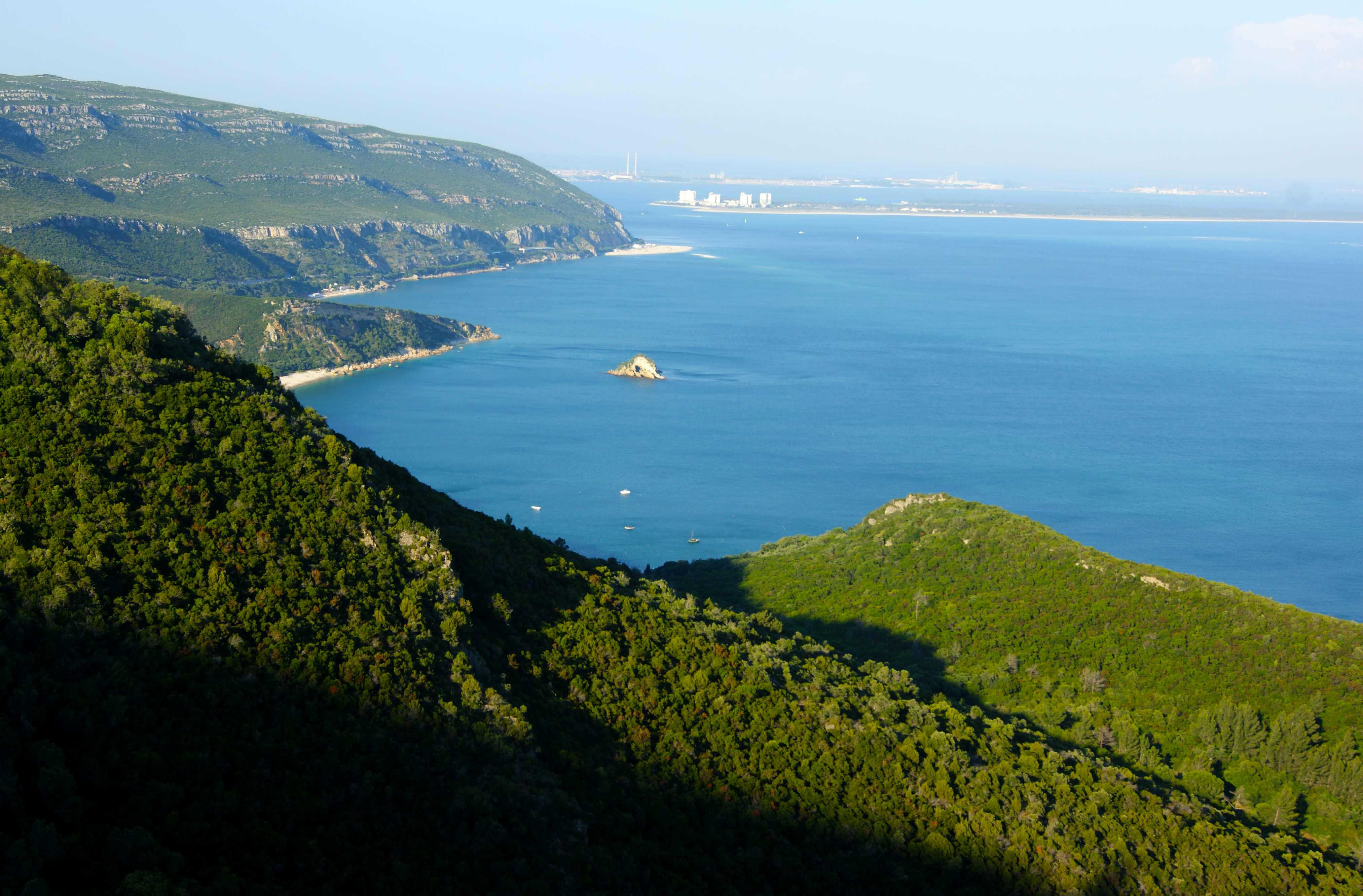
Serra da Arrábida

Het Natuurpark  Arrábida (Portugees: Parque natural da Arrábida) is een natuurpark in Portugal. Het park werd opgericht in 1976.
Het park is 176,41 vierkante kilometer groot. Het omvat de bergen van de Serra da Arrábida, kustlijn en stranden.